# روکاکو سادایوری
روکّاکو سادایوری (به ژاپنی: 六角定頼)، سامورایی، شوگودایمیو، شوگو (فرماندار) ولایت اومی، دایمیوی دوره سنگوکو، چهاردهمین رهبر خاندان روکاکو اهل ژاپن بود.